# Statsrådet i tiden
Statsrådet i tiden, från 1980, är en detektivroman av pseudonymen Bo Balderson. Det är den sjunde i serien om Statsrådet.

## Handling
Statsrådet låter ledamöterna i en utredningskommitté arbeta i hans villa. En morgon hittas en av ledamöterna mördad, skjuten med två skott.

## Rollgalleri
- Ingvar Brodén – centerpartistisk riksdagsman med hängmustasch och radhus i Täby; ordförande i utredningen om Våld på allmänna platser
- Cecilia Carlberg – redaktör för Damjournalen; lång, elegant, ser ut litet som Marlene Dietrich
- Maj-Britt Johansson – bibliotekarie, i dräkt och axelremsväska; vårdar far och fostrar son
- Lars Mörck – departementssekreterare, stor och bufflig men med vackra vita tänder
- Rut Rahme – ung studierektor i Huddinge, med jeansdräkt och afro-asiatisk frisyr
- Åsa Sjölander – flickaktig boutiqueinnehaverska med omväxlande flätor och hästsvans samt egen motionsbana
- Georg Stallemyr – lång skådespelare med maliciös mun och uttrycksfulla ögon
- Per Wickenfeldt – kuvertfabrikör med figur som modern ölflaska, skattefixerad
- Nils Dagberg, pensionerad överste, rullstolsbunden far till Maj-Britt Johansson
- Patrik, äventyrslysten son till Maj-Britt Johansson
- Statsrådet – statsråd och chef för justitiedepartementet, tidvis därjämte statsminister och talman
- Vilhelm Persson – adjunkt, berättare